# 헤지나 두아르치
헤지나 두아르치(Regina Duarte, 1947년 2월 5일 ~ )는 브라질의 배우이다.

## 출연 작품
- 아스트로: 언 어반 페이블 인 어 매지컬 리우데자네이루 (2012)
- 해필리 에버 애프터 (1985)